# Sátántangó
Sátántangó, también conocida como Tango satánico o El tango de Satanás, es una película húngara dirigida por Béla Tarr. Completada en 1994, está filmada en blanco y negro y tiene una duración de siete horas y doce minutos. Está basada en la novela Sátántangó del húngaro László Krasznahorkai, y narra el fracaso y posterior abandono de una granja colectiva en la Hungría de finales del régimen comunista.
Desde 1985 Béla Tarr estuvo intentando rodar la película, pero el ambiente político de la Hungría de esa época hizo imposible llevar a cabo la producción hasta el año 1994.

## Trama
En un desolado pueblo húngaro, luego del colapso de una granja colectiva, dos personas, Futaki y la Sra. Schmidt, se encuentran en un abrazo romántico al amanecer, interrumpidos por el sonido de campanas de iglesia. Mientras tanto, el Sr. Schmidt conspira con Kráner para robar el dinero de los aldeanos y escapar. Futaki se entera de los planes y exige unirse al complot.
Sin embargo, el regreso inesperado de Irimiás, un antiguo colega que se creía muerto, desencadena rumores y caos en el pueblo. Irimiás, junto con su compañero Petrina y el joven aliado Sanyi, manipulan a los aldeanos para que entreguen su dinero y sigan su liderazgo hacia una nueva comunidad.
A medida que los aldeanos se embarcan en este viaje, se dan cuenta de que han sido engañados por Irimiás. La situación se descontrola, y finalmente, Irimiás los despide, devolviéndoles su dinero y dispersándolos.
Mientras tanto, el Doctor, un observador solitario, se encuentra envuelto en los acontecimientos del pueblo. Después de un tiempo en el hospital, regresa para encontrarse con un pueblo abandonado y se enfrenta a la extraña presencia de un loco en la iglesia.
Estos eventos muestran la fragilidad de la comunidad y la influencia manipuladora de ciertos individuos. A medida que el pueblo se sumerge en el caos y la desconfianza, el futuro se vuelve incierto y lleno de misterio, dejando al Doctor a solas, sumergido en la oscuridad mientras registra los eventos que presencia.

## Reparto
- Mihály Vig como Irimiás.
- Putyi Horváth como Petrina.
- László Lugossy como Schmidt.
- Éva Almássy Albert como Mrs. Schmidt
- János Derzsi como Kráner.
- Irén Szajki como Mrs. Kráner
- Alfréd Járai como Halics.
- Miklós Székely B. como Futaki
- Erzsébet Gaál como Mrs. Halics
- Erika Bók como Estike.